# أوكوتة زغباء
الأوكوتة الزغباء (الاسم العلمي:Ocotea puberula) هي نوع من النباتات تتبع جنس الأوكوتة من الفصيلة الغارية.